# Williams FW06
El Williams FW06 fue el primer monoplaza producido en combinación de Frank Williams y de Patrick Head para Williams de Fórmula 1. Utilizaba un motor Cosworth DFV de 3 litros V8.
La primera toma de contacto con las pistas fue en el Gran Premio de Argentina de 1978 a manos del piloto Alan Jonesː El FW06 compitió en las 16 carreras de la temporada, acabando en los puntos en tres ocasiones incluyendo un segundo puesto en el Gran Premio de los Estados Unidos de 1978, en el circuito de Watkins Glen International.
Este monoplaza también llegó a competir en las cuatro primeras carreras de la temporada de 1979, con Clay Regazzoni que se unió a Jones en el equipo. El británico acabó tercero en Long Beach, en el que sería la última participación de este modelo, ya que fue dejado de usar ante el nuevo FW07.